# Luxiaria prouti
Luxiaria prouti là một loài bướm đêm trong họ Geometridae.